# Mirosaljci (gmina Arilje)
Mirosaljci (cyr. Миросаљци) – wieś w Serbii, w okręgu zlatiborskim, w gminie Arilje. W 2011 roku liczyła 792 mieszkańców.